# Dendrokara torva
Dendrokara torva är en insektsart som beskrevs av Melichar 1914. Dendrokara torva ingår i släktet Dendrokara och familjen Derbidae. Inga underarter finns listade i Catalogue of Life.